# Torymus bedeguaris
Torymus bedeguaris är en stekelart som först beskrevs av Carl von Linné 1758.  Torymus bedeguaris ingår i släktet Torymus och familjen gallglanssteklar. Enligt den finländska rödlistan är arten nära hotad i Finland. Arten är reproducerande i Sverige. Artens livsmiljö är torra gräsmarker. Inga underarter finns listade i Catalogue of Life.